# Specklinia grobyi
Pleurothallis grobyi là một loài thực vật có hoa trong họ Lan. Loài này được (Bateman ex Lindl.) F.Barros miêu tả khoa học đầu tiên năm 1983.

## Hình ảnh

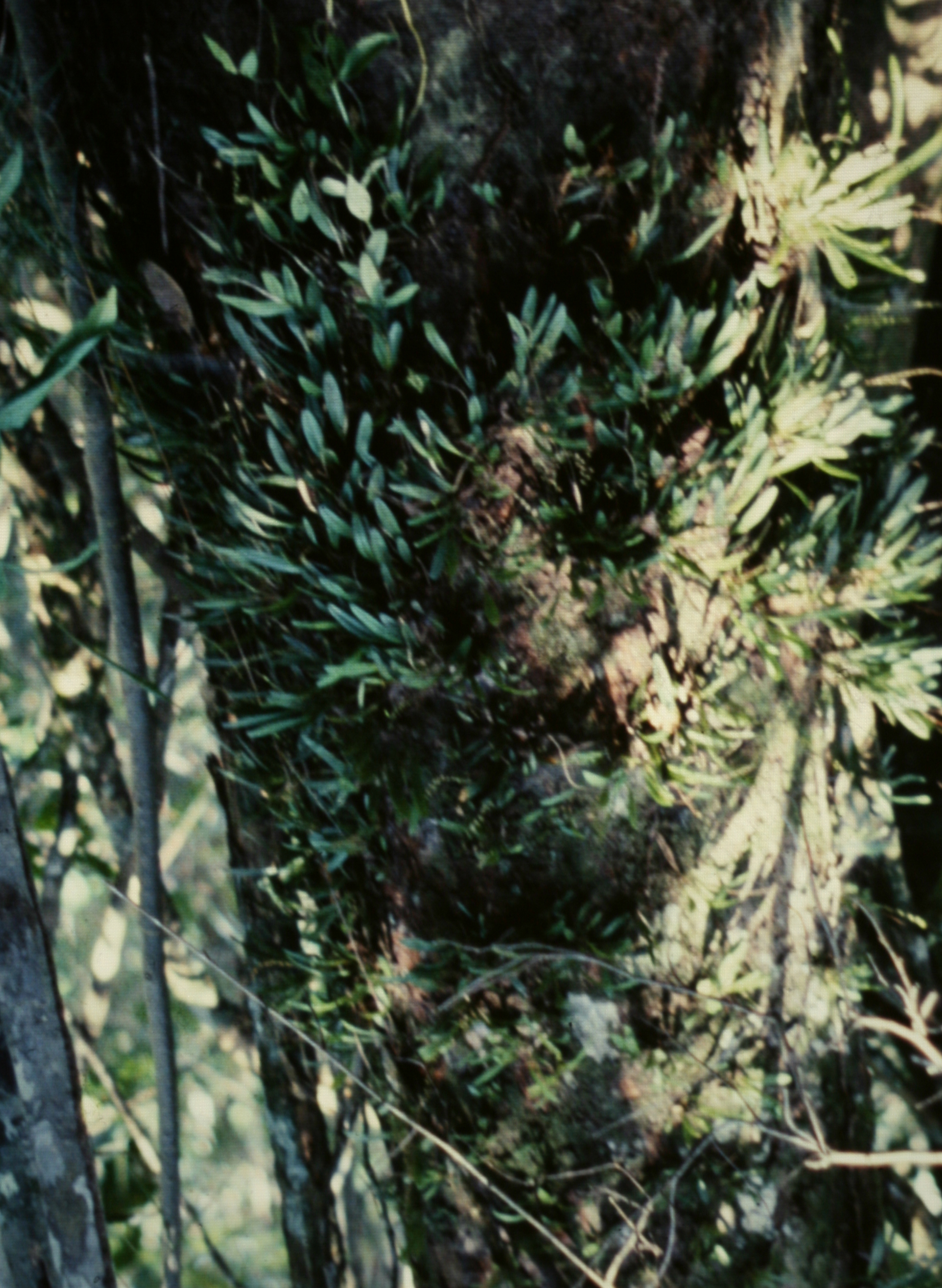
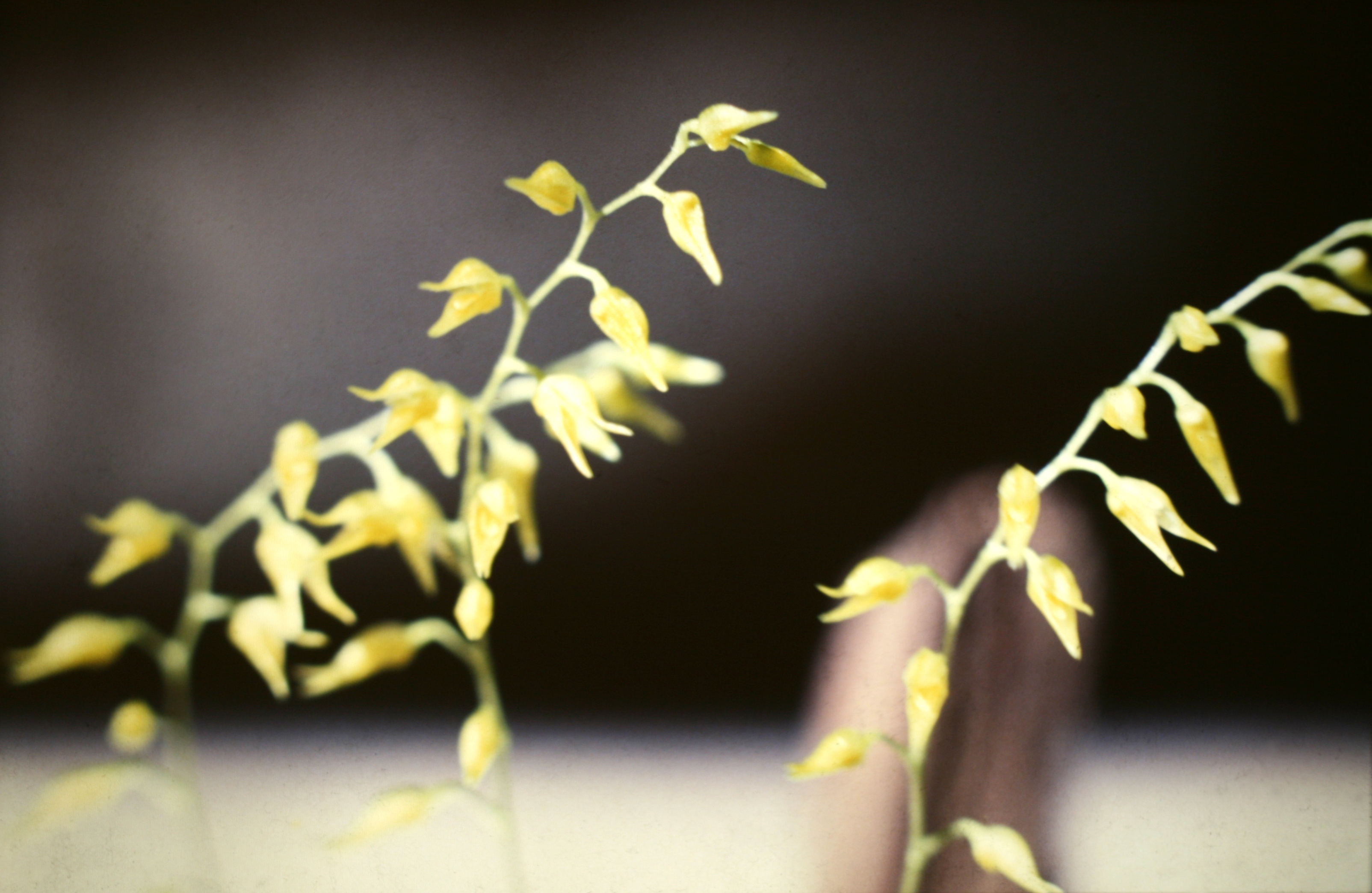
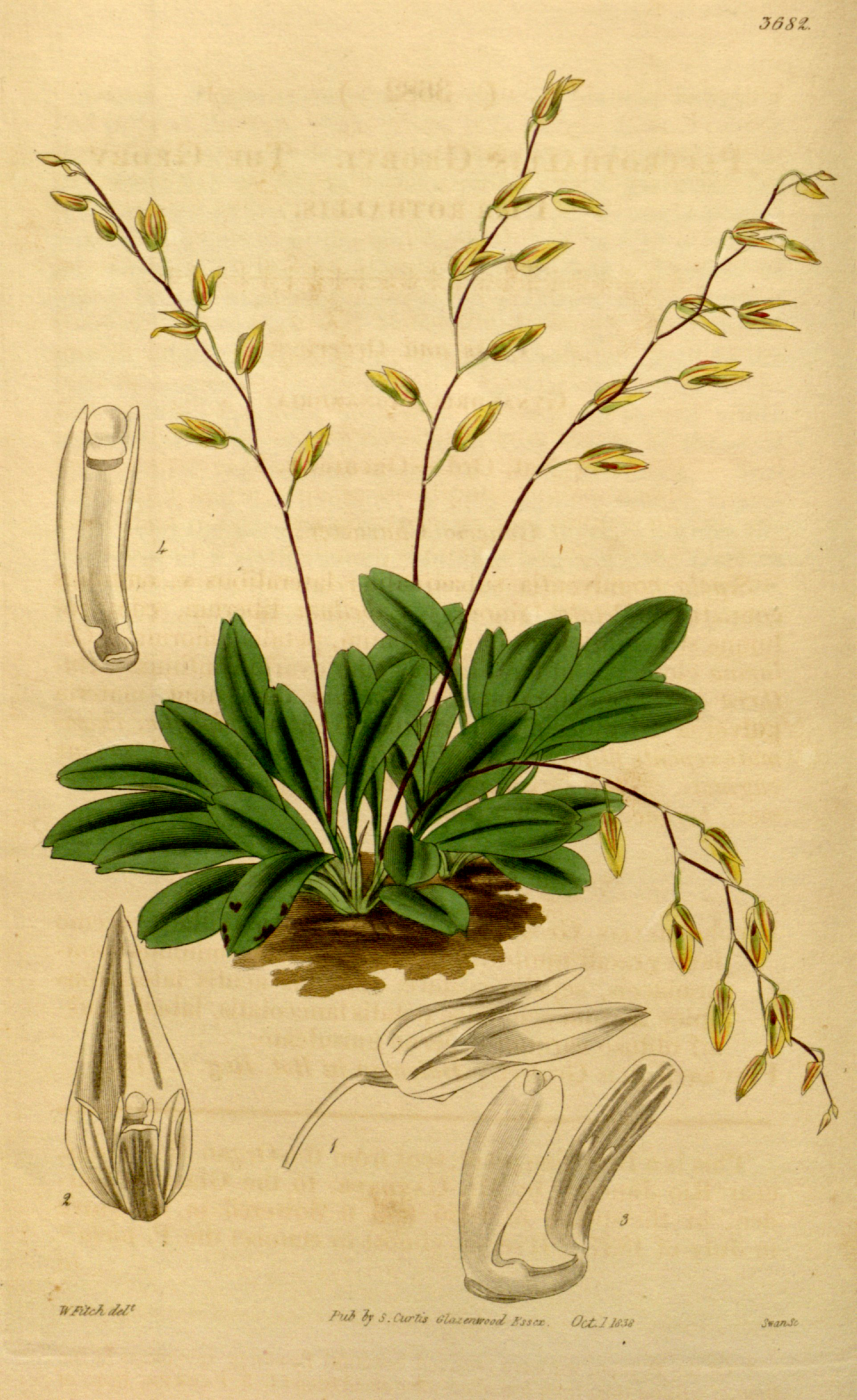

- Tập tin:Specklinia grobyi (as syn. Pleurothallis marmorata) - Stelis gunningiana (as Pl. hians) - Specklinia grobyi (as Pl. grobyi var. trilineata) - Flora Brasiliensis 3-4-99.jpg